# Allium aetnense
Allium aetnense — вид рослин з родини амарилісових (Amaryllidaceae); ендемік Сицилії. Назва посилається на гору Етна, де росте вид.

## Опис
Цибулина яйцеподібна, 12–15 × 8–10 мм; зовнішні оболонки коричневі, темно-коричневі, внутрішні напівпрозорі. Стебло заввишки 15–40 см, зелене, циліндричне, голе, прямовисне, просте або іноді з двома чи трьома вторинними стеблами, що виступають із внутрішньої листової піхви, вкриті листовими піхвами на 1/4–1/3 довжини. Листків 4–5, зелені, голі; пластина завдовжки 4–12 см, шириною 1–2 мм, з п'ятьма помітними ребрами. Суцвіття нещільне, субкулясте, 12–35-квіткове; квітконіжки гнучкі, нерівні, довжиною 5–20 мм. Оцвітина циліндрична; листочки оцвітини однакові, білі з від рожевого до пурпурувато-рожевого відтінком, довгасті, округлі на верхівці, завдовжки 4.8–5.5 мм, шириною 1.5–1.8 мм; середня жилка пурпурувато-зелена. Тичинкові нитки прості, білі. Пиляки солом'яного кольору. Коробочка зелена, від субкулястої до зворотнояйцюватої, 3.8–4.5 × 3.2–4.5 мм. 2n = 16.
Цвіте наприкінці червня — на початку серпня. Зрілі коробочки з’являються приблизно через 1 місяць.

## Поширення
Ендемік Сицилії.
Зростає в гірському поясі гори Етна, від висоти 900 до 2000 м. Росте на базальтових скелях у гірському поясі й демонструє тісні зв'язки з Allium paniculatum subsp. tenuiflorum з італійського півострова.